# Mastema
Mastema es un ángel que persigue el mal en el folclore hebreo. Él ejecuta los castigos de Dios. Tienta a los seres humanos y pone a prueba su fe. Le pidió a Dios que le permitiera tener demonios como sus subordinados. En los fragmentos zadoquitas y los Rollos del Mar Muerto, él es el ángel de la catástrofe, el padre de todos los males, y un adulador de Dios. Su nombre es el de un arqui-demonio que aparece por primera vez en la literatura del Período del Segundo Templo de Israel, como una personificación de la palabra hebrea "mastemah", que significa "odio", "hostilidad", "enemistad" o "persecución". Se cuenta que tomó forma humana y, con el pasar de los tiempos, fue observando a la humanidad.

## Oseas
En, Oseas 9,7-8:

7 -Vinieron los días del castigo, vinieron los días de la retribución; e Israel lo conocerá. Necio es el profeta, insensato es el varón de espíritu, a causa de la multitud de tu maldad, y grande odio. 8 -Atalaya es Efraín para con mi Dios; el profeta es lazo de cazador en todos sus caminos, odio en la casa de su Dios.

## Libro de los Jubileos
Según el libro de los jubileos, Mastema "hostilidad" es el jefe de los demonios engendrados por los ángeles caídos con las mujeres; tal vez uno de esos mismos demonios.
Sus acciones y el nombre indican que es Satán, el "adversario", pero más el satán que aparece en el Libro de Job con una función para cumplir bajo Dios que el Satán de la tradición posterior, que es el enemigo último de Dios. Belial, mencionado dos veces en Jubileos, es probable que sea idéntica a Mastema en este trabajo.
Cuando Dios está listo para destruir a todos estos demonios después del diluvio y Noé para que su pueblo sea liberado de la maldad, interviene Mastema, implorando a Dios que le permitiera mantener y controlar una décima parte de estos demonios con el fin de ejercer su autoridad, con "la intención de corromper y desviar antes de mi juicio, porque la maldad de los hijos de los hombres es grande". Así Mastema es el probador de los seres humanos con el permiso de Dios.
Mastema envió una plaga de aves en la tierra en los días de Taré.
Más tarde, Mastema aconsejó a Dios que probara a Abraham (Jubileos 17:15-16) así como Satanás en el libro de Job quiere permiso para probar a Job. Como Abraham se dispone a sacrificar a su hijo Isaac, Mastema se queda en presencia de Dios. En su lecho de muerte de Isaac promete que los espíritus de Mastema no tendrán ningún poder de convertir Jacob o sus descendientes fuera de Yahveh.
El extraño relato en (Éxodo, 4:24), donde se reúne Yahvé con Moisés en el camino y trata de matarlo es contada de una manera que le atribuye el ataque a Mastema (Jubileos 48:1-3). Se afirma que Mastema ayudó a los sacerdotes egipcios que se opusieron a Moisés. Se dice también que Mastema había sido encadenado mientras que los israelitas salieron de Egipto, pero luego fue a animar a los egipcios a perseguir a los israelitas y así llegar a su destino en el Mar Rojo.
Por otro lado, la muerte de los primogénitos de los egipcios se atribuyen a "todos los poderes de Mastema".